# Michal Frydrych
Michal Frydrych (ur. 27 lutego 1990 w Hustopeče nad Bečvou) – czeski piłkarz występujący na pozycji obrońcy w czeskim klubie Banik Ostrawa. W swojej karierze grał także w Wiśle Kraków oraz Slavii Praga.

## Kariera klubowa
Karierę piłkarską rozpoczął w Sokol Hustopeče nad Bečvou, skąd w 1998, przeniósł się najpierw do SK Hranice, a następnie, w 2004, do Baníka Ostrawa. W drużynach juniorskich Baníka, a później młodzieżowych, grał do 2010. W sezonie 2009/2010 został włączony do kadry pierwszego zespołu Baníka. Pierwszy mecz w seniorskiej karierze, rozegrał 15 maja 2010, wychodząc w podstawowym składzie na wyjazdowy, zremisowany 1:1 mecz z 1. FK Příbram.
14 września 2015, trafił do Slavii Praga. Praski klub za Frydrycha zapłacił 5 milionów koron, a dodatkowo wypożyczył Baníkowi obrońcę Martina Dostála i napastnika Marka Červenkę, na okres pół roku. W tym czasie, Frydrychem interesowały się także FK Jablonec i Sparta Praga. 
16 września 2020, dołączył do Wisły Kraków, prowadzonej przez Artura Skowronka. Z Białą Gwiazdą związał się kontaktem do 2023 roku, który został przedwcześnie rozwiązany za porozumieniem stron po sezonie 2021/22 zakończonym spadkiem Wisły do I ligi. 
Od sezonu 2022/23 piłkarz reprezentuje Banik Ostrawa.

## Statystyki
(aktualne na dzień 13 czerwca 2022)
| Klub               | Sezon              | Liga               | Liga    | Liga   | Puchar kraju | Puchar kraju | Kontynentalne | Kontynentalne | Łącznie | Łącznie |
| Klub               | Sezon              | Poziom             | Występy | Bramki | Występy      | Bramki       | Występy       | Bramki        | Występy | Bramki  |
| ------------------ | ------------------ | ------------------ | ------- | ------ | ------------ | ------------ | ------------- | ------------- | ------- | ------- |
| Baník Ostrawa      | 2009/10            | 1. ČFL             | 1       | 0      | 0            | 0            | —             | —             | 1       | 0       |
| Baník Ostrawa      | 2010/11            | 1. ČFL             | 10      | 0      | 0            | 0            | 1             | 0             | 11      | 0       |
| Baník Ostrawa      | 2011/12            | 1. ČFL             | 18      | 1      | 2            | 0            | —             | —             | 20      | 1       |
| Baník Ostrawa      | 2012/13            | 1. ČFL             | 28      | 3      | 0            | 0            | —             | —             | 28      | 3       |
| Baník Ostrawa      | 2013/14            | 1. ČFL             | 28      | 0      | 1            | 0            | —             | —             | 29      | 0       |
| Baník Ostrawa      | 2014/15            | 1. ČFL             | 29      | 4      | 2            | 0            | —             | —             | 31      | 4       |
| Baník Ostrawa      | 2015/16            | 1. ČFL             | 4       | 0      | 0            | 0            | —             | —             | 4       | 0       |
| Baník Ostrawa      | Łącznie            | Łącznie            | 118     | 8      | 5            | 0            | 1             | 0             | 124     | 8       |
| Slavia Praga       | 2015/16            | 1. ČFL             | 15      | 0      | 0            | 0            | —             | —             | 15      | 0       |
| Slavia Praga       | 2016/17            | 1. ČFL             | 25      | 4      | 3            | 1            | 2             | 0             | 30      | 5       |
| Slavia Praga       | 2017/18            | 1. ČFL             | 20      | 1      | 4            | 3            | 8             | 0             | 32      | 4       |
| Slavia Praga       | 2018/19            | 1. ČFL             | 19      | 3      | 5            | 2            | 7             | 0             | 31      | 5       |
| Slavia Praga       | 2019/20            | 1. ČFL             | 23      | 1      | 2            | 1            | 3             | 0             | 28      | 2       |
| Slavia Praga       | Łącznie            | Łącznie            | 102     | 9      | 15           | 7            | 20            | 0             | 136     | 16      |
| Wisła Kraków       | 2020/21            | Ekstraklasa        | 24      | 3      | 0            | 0            | —             | —             | 24      | 3       |
| Wisła Kraków       | 2021/22            | Ekstraklasa        | 31      | 4      | 2            | 0            | —             | —             | 19      | 4       |
| Wisła Kraków       | Łącznie            | Łącznie            | 55      | 7      | 2            | 0            | 0             | 0             | 57      | 7       |
| Baník Ostrawa      | 2022/23            | 1. ČFL             | 0       | 0      | 0            | 0            | 0             | 0             | 0       | 0       |
| Łącznie w karierze | Łącznie w karierze | Łącznie w karierze | 275     | 24     | 22           | 7            | 21            | 0             | 318     | 31      |

## Sukcesy

### Klubowe
Slavia Praga
- Mistrzostwo Czech (3×): 2016/2017, 2018/2019, 2019/2020
- Wicemistrzostwo Czech (1×): 2017/2018
- Zdobywca Pucharu Czech (2×): 2017/2018, 2018/2019